# Arena Satelliten

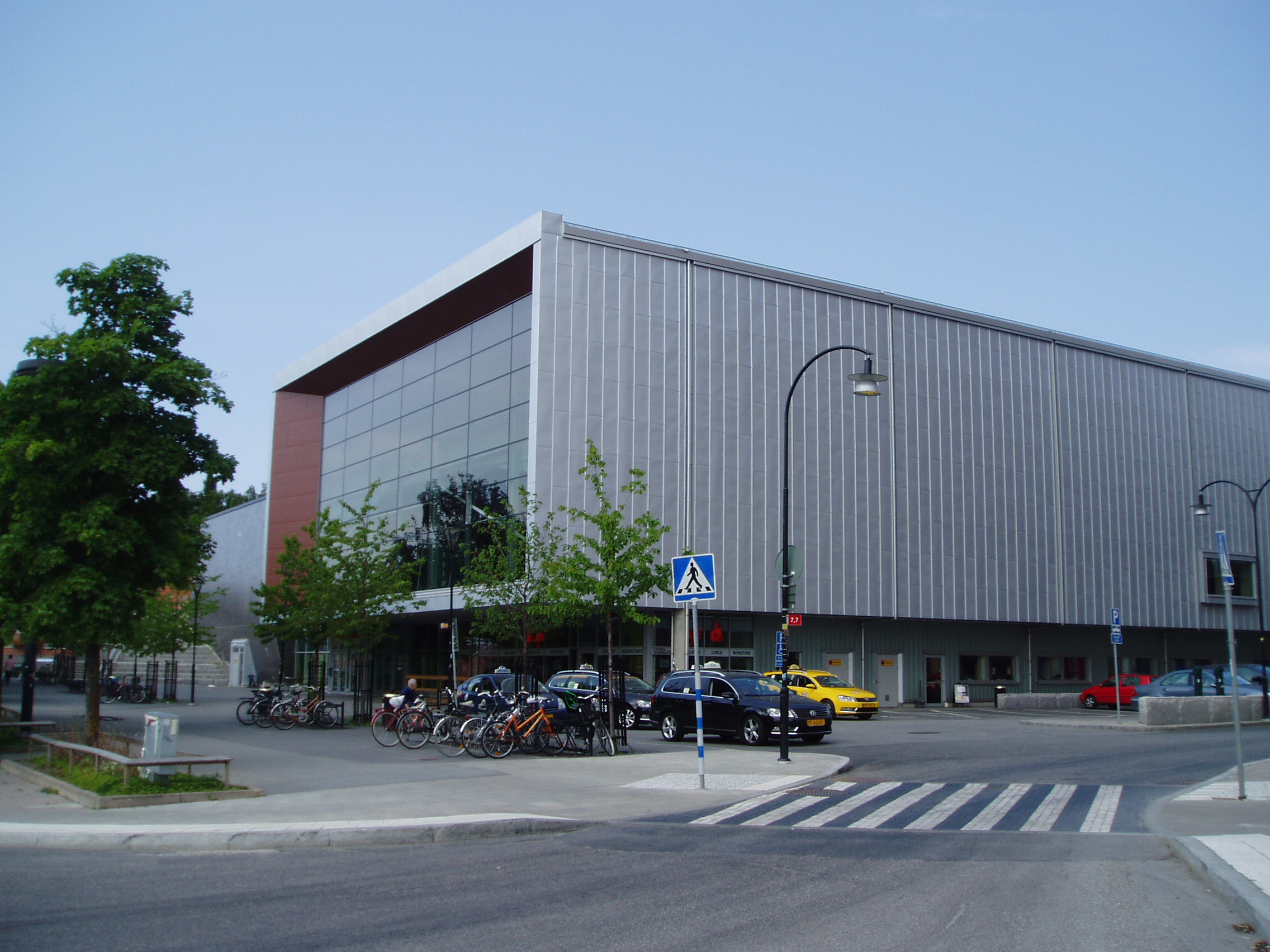
Arena Satelliten i juni 2013.

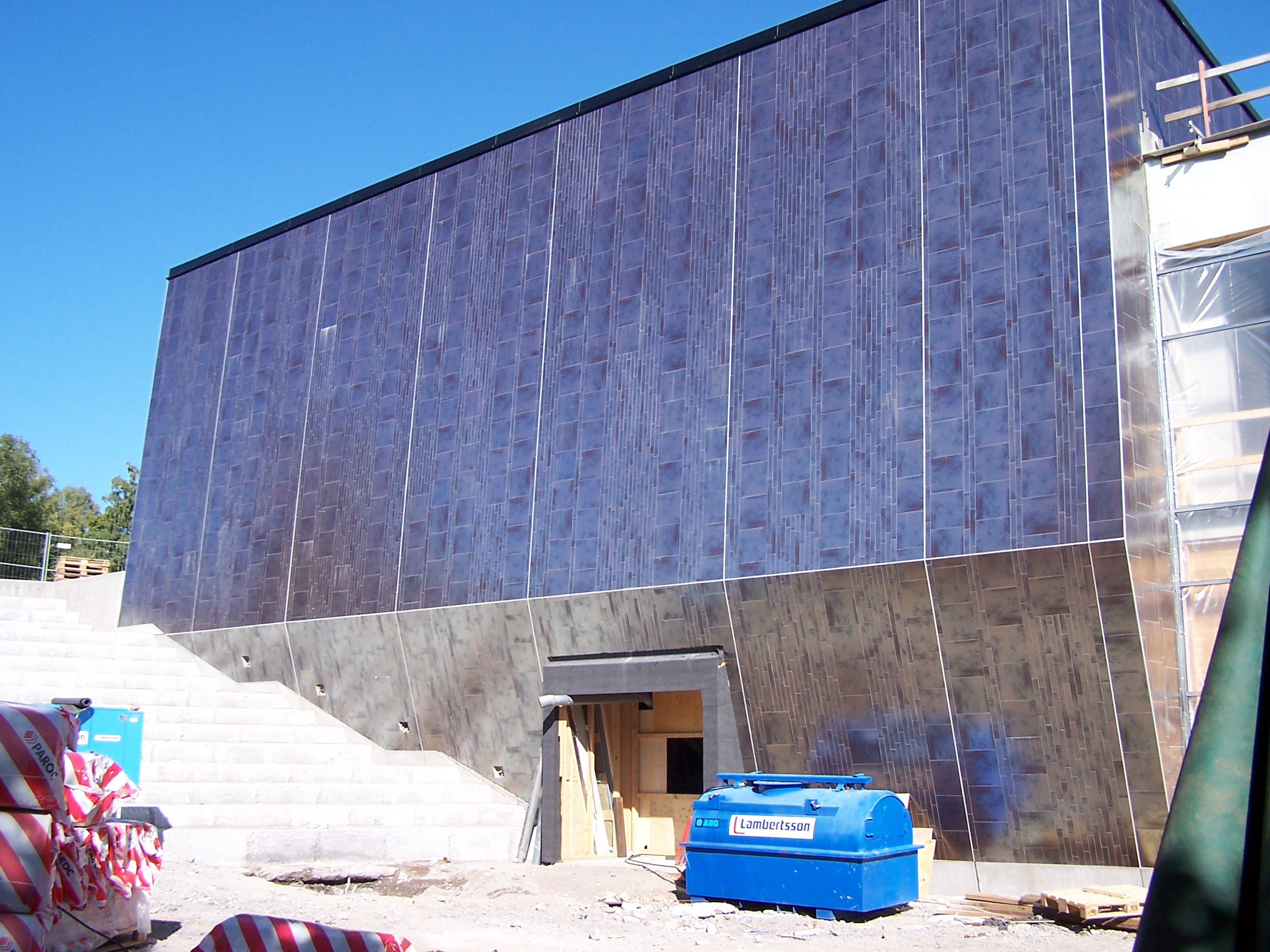
Arena Satelliten under byggnation.

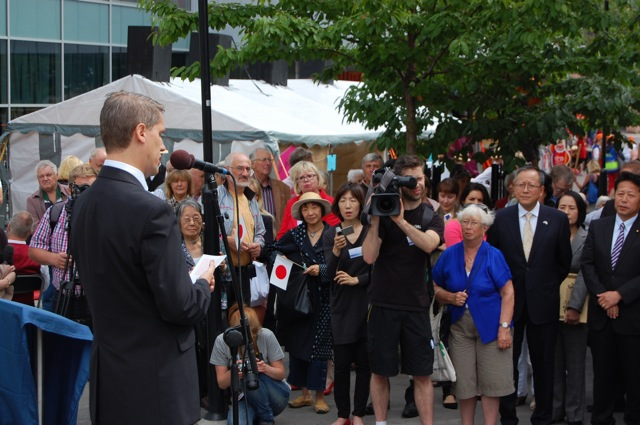
Avtäckningen av en minnesplakett i Sollentuna på 100-årsdagen av Stockholmsolympiadens marathonlopp

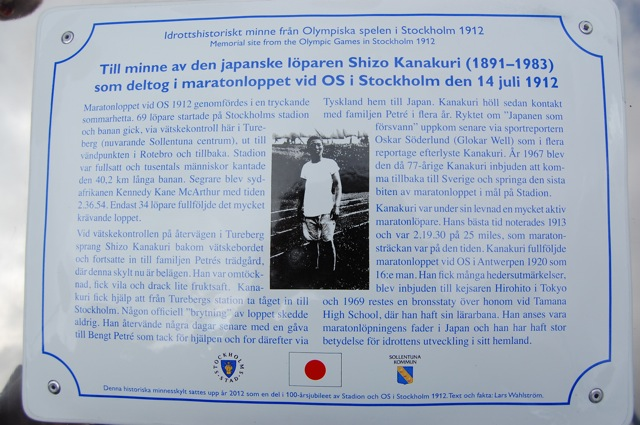
Minnesplaketten för Shiso Kanakuri i Sollentuna

Arena Satelliten är en sporthall och mötesplats för ungdomar i Tureberg inom Sollentuna kommun
I byggnaden som invigdes 5 december 2009 ryms två idrottshallar, en för publika arrangemang med plats för 280 sittande åskådare och en hall som är specialbyggd för gymnastik.
Dessutom ett antal mindre rum med datorer, media- och musikstudio, färg och form och ett café. 
I anläggningen finns det en fullt utrustad teaterscen med plats för 200 sittande åskådare och 75 stående på balkongen.

## Idrottshistoria
Arenan är belägen på idrottshistorisk plats för olympiska sommarspelen 1912. Då bjöd familjen Petré den japanske löparen Shiso Kanaguri på saft och bullar i sin villaträdgård. Han tog sedan tåget tillbaka till Stockholm, och meddelade inte att han brutit loppet. Händelsen blev sedermera känd som "japanen som försvann", och "världen längsta maratonlopp". Hundra år senare, den 14 juli 2012 anordnades ett jubileumsmaraton i Stockholm och en minnesplakett avtäcktes vid en ceremoni. Plaketten sitter där familjen Petrés hus låg.